# Pfarrkirche Maishofen

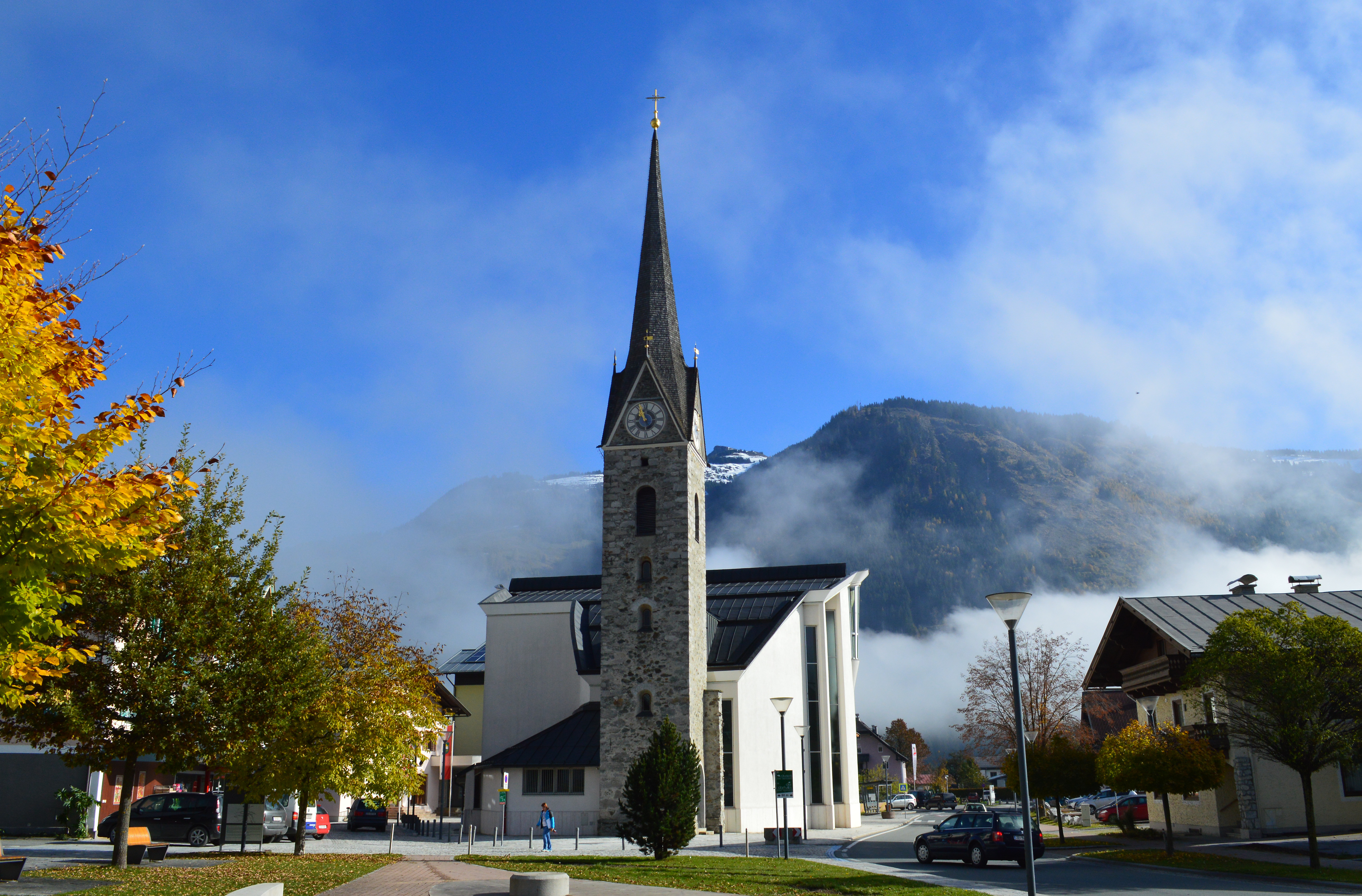
Katholische Pfarrkirche hl. Maria in Maishofen

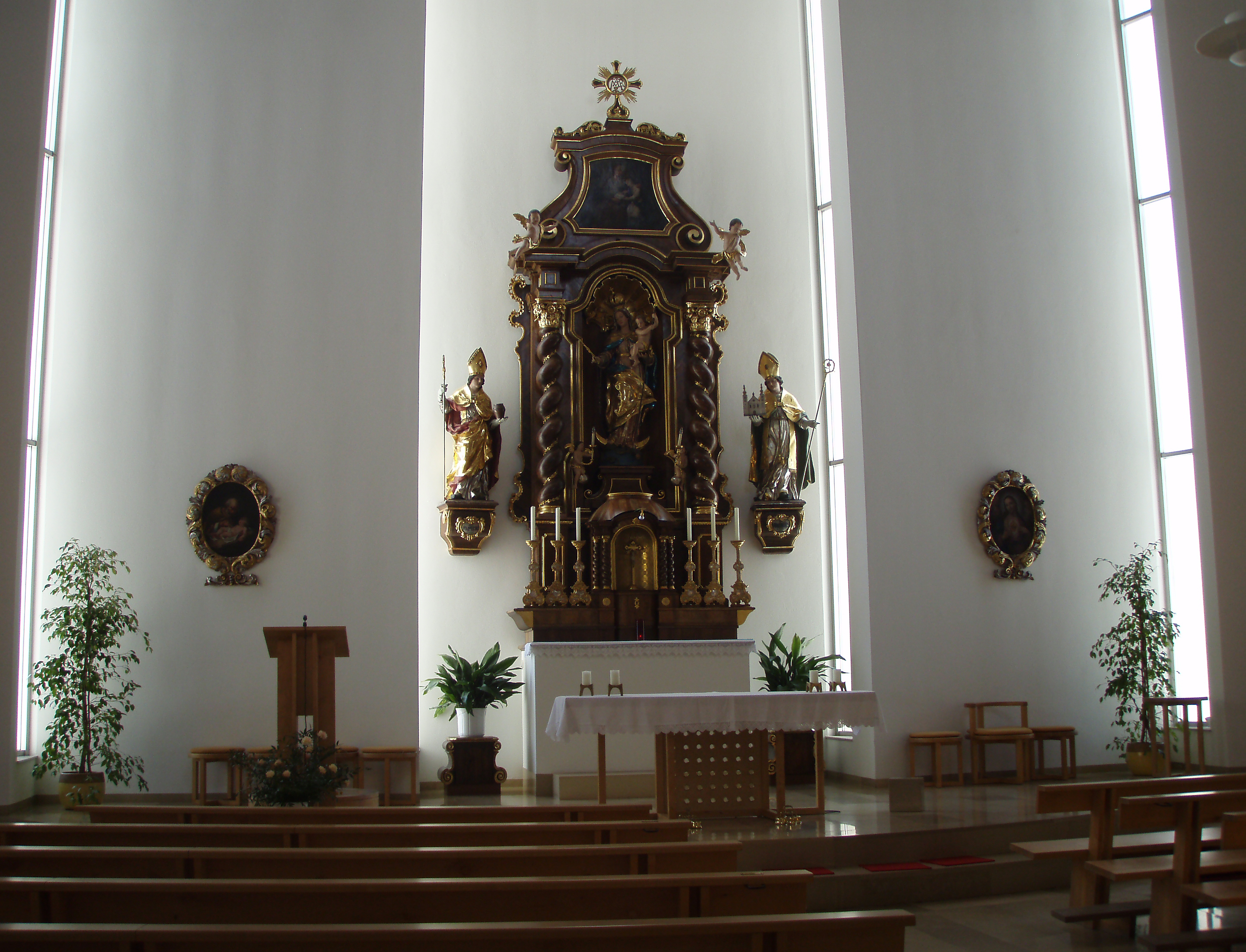
Im Zentralraum zur Altarwand

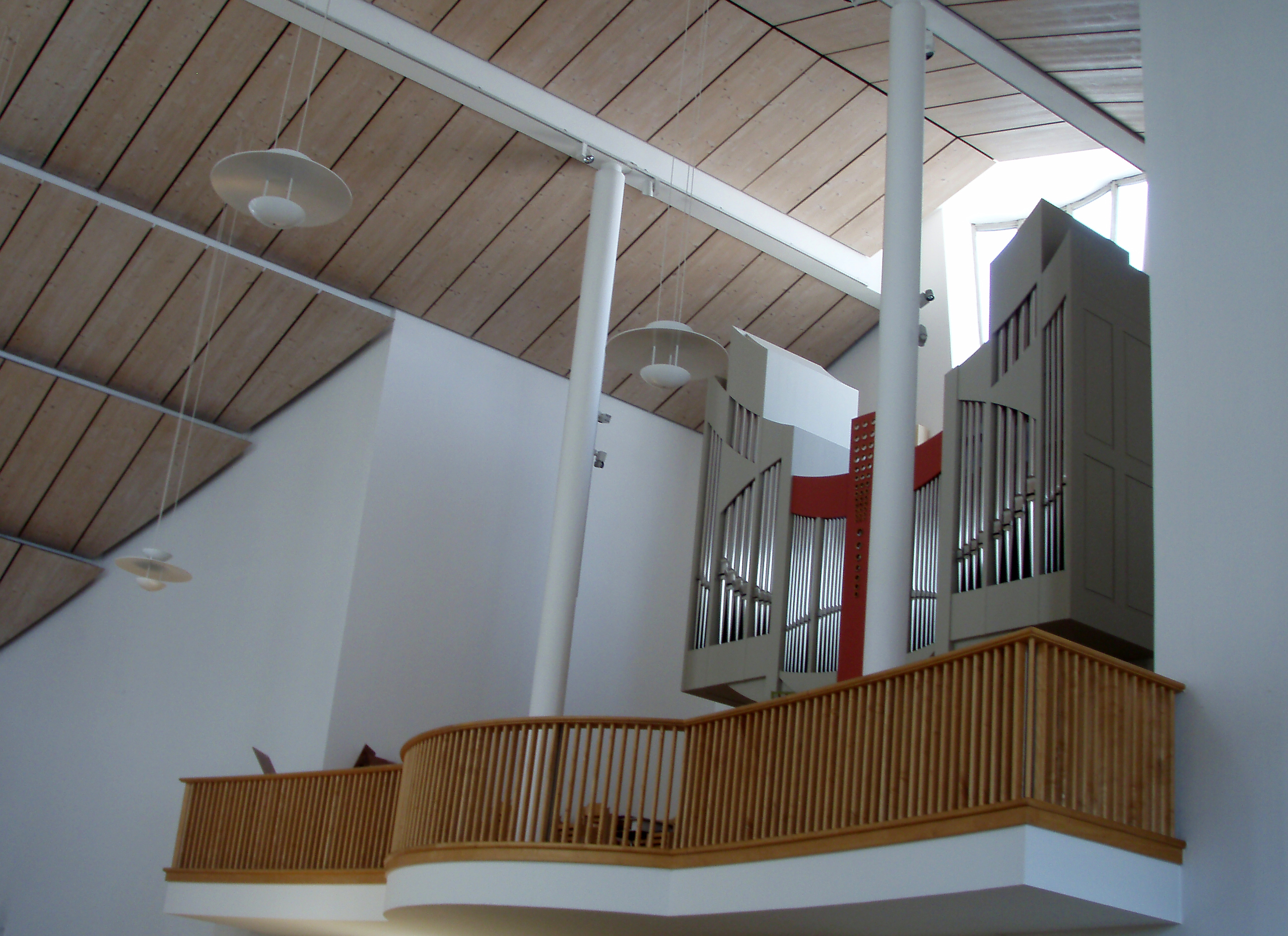
Im Zentralraum zur Orgelempore

Die Pfarrkirche Maishofen steht in der Ortsmitte der Gemeinde Maishofen im Bezirk Zell am See im Land Salzburg in Österreich. Die dem Fest Mariä Geburt geweihte römisch-katholische Pfarrkirche gehört zum Dekanat Saalfelden der Erzdiözese Salzburg. Der Kirchturm steht unter Denkmalschutz (Listeneintrag).

## Geschichte
Die Pfarre wurde 1894 gegründet.
Die Vorgängerkirche wurde 1863 erbaut, 1870 geweiht und 1992 bis auf den Turm abgebrochen. Der Neubau des modernen Kirchenschiffes wurde 1993 geweiht.

## Architektur
Der 1992–1993 nach Plänen des Architekten Gernot Kulterer aus Villach erbaute Kirchenneubau hat einen linsenförmigen ovalen Grundriss des Langhauses mit einem gewölbten Satteldach. Der gotische Turm der Vorgängerkirche blieb erhalten, die Fassade ist steinsichtig, er trägt eine Spitzgiebelhelm. Über dem Eingangsportal schuf der Bildhauer Josef Zenzmaier ein Relief aus Untersberger Marmor mit der Darstellung Maria mit Kind und dem gekreuzigten Christus, darunter Maria Magdalena, sowie trauernde Menschen als Pilgergruppe mit der Leiter der Nächstenliebe, dem Lamm als Symbol der Opferbereitschaft und dem Buch als Sinnbild des Intellektuellen.
Die Gestaltung des Kircheninneren respektiert die übernommene Ausstattung der Vorgängerkirche. Das Kirchenschiff hat eine abhängende schwebend wirkende gefächerte Holzdecke aus Fichtenholz und einen Fußboden aus fein geschliffenem Sandstein. Ein großes Fenster gibt dem Raum Helligkeit und den Blick auf den Lindenbaum vor der Volksschule und auf die Schwalbenwand des Hausbergs der Gemeinde. Ein senkrechter Einschnitt zeigt den beistehenden Turm.
Die Glasmalerei der Fenster in der Werktagskapelle schuf der Maler Richard Hirschbäck im Stift Schlierbach.

## Ausstattung
Der barocke Hochaltar, 1713 in München geschaffen und 1863 aus der Kapelle vom Schloss Kammer hierher übertragen, trägt mittig zwischen Säulen die gekrönte Gottesmutter mit Kind mit einem Kreuzstab, welcher eine Schlange durchstößt. Der Hochaltar wird seitlich von den Konsolstatuen Ruperts von Salzburg und Virgils von Salzburg flankiert.
Beim Einschnitt zum Turm hängt auf halber Höhe der von Anton Faistauer 1918/1919 geschaffene Passionsaltar; er zeigt im Mittelbild die Beklagung des Todes Jesu durch Maria und Maria Magdalena mit drei Jüngern, die Seitenflügel zeigen die Barmherzigkeit, links Martin von Tours, welcher seinen Mantel teilt, rechts werden die Wunden von Sebastian getrocknet. Geschlossen zeigt der Altar zwei Frauen als Stimmungsbilder von Verzweiflung und Hoffnung.
Volksaltar und Ambo, das Kirchengestühl und die Empore aus hellem Ahornholz entstanden in der Bauzeit der 1990er-Jahre.
Die für den Kirchenneubau geschaffene neue Orgel der deutschen Firma Orgelbau Lenter (Großsachsenheim) wurde erst 2010 eingeweiht. Die Vorgängerorgel aus 1889 von Albert Mauracher mit ihrem neugotischen Prospekt wurde an das Franziskanerkloster in Kitzbühel übertragen.